# Rio Barna
O Rio Barna é um rio da Romênia afluente do Rio Someşul Cald, localizado no distrito de Cluj.